# Flaviludia zephyria
Flaviludia zephyria är en tvåvingeart som beskrevs av Ito 1984. Flaviludia zephyria ingår i släktet Flaviludia och familjen borrflugor. Inga underarter finns listade i Catalogue of Life.